# Damernas individuella mångkamp i gymnastik vid olympiska sommarspelen 2008
Damernas individuella mångkamp i gymnastik vid olympiska sommarspelen 2008 avgjordes den 15 augusti.

## Medaljörer
| Gren                           | Guld              | Silver            | Brons           |
| Damernas individuella mångkamp | Nastia Liukin USA | Shawn Johnson USA | Yang Yilin Kina |

## Finalresultat
| Placering | Gymnast                   | Hopp   | Barr   | Bom    | Fristående | Totalt |
| --------- | ------------------------- | ------ | ------ | ------ | ---------- | ------ |
|           | Nastia Liukin (USA)       | 15.025 | 16.650 | 16.125 | 15.525     | 63.325 |
|           | Shawn Johnson (USA)       | 15.875 | 15.275 | 16.050 | 15.525     | 62.725 |
|           | Yang Yilin (CHN)          | 15.175 | 16.725 | 15.750 | 15.000     | 62.650 |
| 4         | Ksenija Semjonova (RUS)   | 14.850 | 16.475 | 15.925 | 14.775     | 61.925 |
| 5         | Steliana Nistor (ROU)     | 15.025 | 15.975 | 15.550 | 14.500     | 61.050 |
| 6         | Jiang Yuyuan (CHN)        | 14.925 | 15.875 | 15.425 | 14.775     | 60.900 |
| 7         | Anna Pavlova (RUS)        | 15.275 | 14.525 | 15.975 | 15.050     | 60.825 |
| 8         | Sandra Izbaşa (ROU)       | 15.075 | 14.500 | 15.875 | 15.500     | 60.750 |
| 9         | Oksana Chusovitina (GER)  | 15.750 | 14.900 | 14.875 | 14.600     | 60.125 |
| 10        | Jade Barbosa (BRA)        | 15.025 | 15.075 | 15.500 | 13.950     | 59.550 |
| 11        | Vanessa Ferrari (ITA)     | 14.700 | 15.200 | 15.600 | 13.950     | 59.450 |
| 12        | Becky Downie (GBR)        | 15.025 | 15.625 | 14.700 | 14.100     | 59.450 |
| 13        | Georgia Bonora (AUS)      | 14.850 | 14.625 | 15.100 | 14.375     | 58.950 |
| 14        | Lia Parolari (ITA)        | 13.950 | 15.350 | 15.125 | 14.500     | 58.925 |
| 15        | Shona Morgan (AUS)        | 14.650 | 14.625 | 15.100 | 14.425     | 58.800 |
| 16        | Elyse Hopfner-Hibbs (CAN) | 14.875 | 15.425 | 14.150 | 14.925     | 58.375 |
| 17        | Koko Tsurumi (JPN)        | 14.075 | 14.950 | 15.400 | 13.675     | 58.100 |
| 18        | Ariella Kaslin (SUI)      | 15.350 | 14.275 | 14.425 | 13.950     | 58.000 |
| 19        | Marine Petit (FRA)        | 14.725 | 14.400 | 14.275 | 14.575     | 57.975 |
| 20        | Kyoko Oshima (JPN)        | 14.575 | 14.675 | 14.975 | 14.400     | 57.625 |
| 21        | Kristyna Palesova (CZE)   | 14.075 | 15.350 | 14.650 | 14.900     | 56.975 |
| 22        | Ana Silva (BRA)           | 14.175 | 14.175 | 14.175 | 14.350     | 56.875 |
| 23        | Laetitia Dugain (FRA)     | 14.275 | 14.275 | 15.225 | 14.000     | 56.775 |
| 24        | Gaelle Mys (BEL)          | 14.000 | 14.875 | 14.100 | 14.975     | 53.950 |